# Josephine Cochrane
Josephine Garis Cochrane (Ashtabula County, Ohio 8 maart 1839 –  Cook County, Illinois 3 augustus, 1913) kwam uit Shelbyville (Illinois) en was de uitvindster van de vaatwasser in 1886. 

## Biografie
Mevrouw Cochrane was een rijke dame die graag veel chique party’s organiseerde. Voor de enorme stapels afwas had ze bedienden in dienst die dat voor haar deden. Desondanks kwam bij haar het idee op om een machine te ontwerpen die dit werkje voor haar zou doen, maar dan veel sneller en zonder dat er servieswerk werd gebroken. Omdat tot dan toe nog niemand een dergelijke machine had bedacht ging dit maar zelf doen met de woorden, "Als niemand anders deze afwasmachine wil uitvinden, dan doe ik het maar zelf!"
Om te beginnen nam ze de maat op van het servies om de grootte van de machine te bepalen. Daarna ontwierp ze compartimenten uit draad, gemaakt met afmetingen geschikt voor de afzonderlijke serviesdelen zoals borden, kopjes, en schoteltjes. De compartimenten werden geplaatst in een soort wiel dat vlak werd gepositioneerd in een koperen warmwaterreservoir. Een motor zorgde voor de aandrijving van het wiel, waarbij heet zeepwater van de bodem werd omhoog gespoten en vervolgens weer naar beneden spoelde over het vaatwerk. Haar vrienden waren stomverbaasd over haar vinding en lieten ook een machine maken voor eigen gebruik. De machine werd al snel bekend onder de naam de "Cochrane vaatwasser". 
Het nieuws over de uitvinding deed in korte tijd de ronde en al heel spoedig kreeg mevrouw Cochrane verzoeken van restaurants en hotels in Illinois om een dergelijke machine te leveren. Ze patenteerde haar ontwerp en begon met de productie hiervan. Ze presenteerde haar uitvinding op de Wereldtentoonstelling van 1893 in Chicago en kreeg de hoogste  onderscheiding. Zij overleed op 3 augustus 1913 op 74-jarige leeftijd.
- Gemeinsame Normdatei: 121579980
- Library of Congress Control Number: no2023036623
- Virtual International Authority File: 52548959